# Euphorbia handiensis
Euphorbia handiensis Burchard, conocido como cardón de Jandía o cardón peludo, es una especie de arbusto perenne suculento con aspecto de cacto perteneciente a la familia Euphorbiaceae y originaria de la Macaronesia.

## Descripción

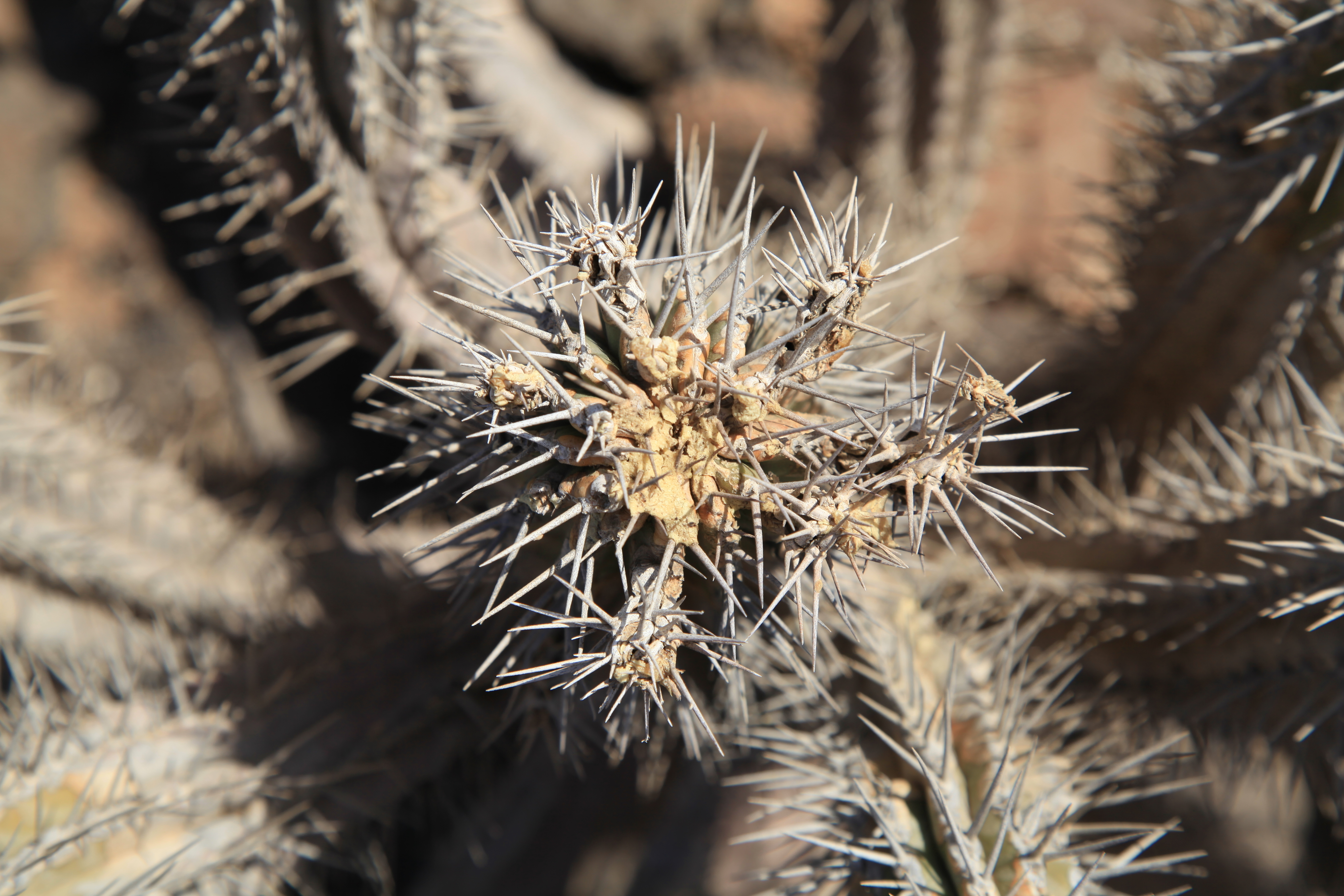
Detalle de las espinas.

Se trata de un pequeño arbusto suculento cactiforme de hasta 80 cm, generalmente densamente ramificado. Los tallos presentan de 8-14 nervaduras y pares de espinas largas, rectas, de hasta 4 cm de longitud que en el ápice aparecen agrupadas. Inflorescencias con flores pequeñas poco aparentes, de color verde-amarillento a rojizo. Frutos en cápsulas marrón o rojas, pedunculadas.
Toda la planta posee, como en el resto de euforbias, un látex blanquecino muy cáustico.
Especie hermafrodita cuya floración se produce entre mayo y junio, fructificando desde agosto hasta noviembre.
E. handiensis presenta un número cromosómico de 2n=c. 100.

## Ecología
Es endémica de la isla de Fuerteventura, en el archipiélago de Canarias ―España―, distribuyéndose exclusivamente en el sector más meridional de la península de Jandía, en un rango altitudinal entre 50-300 m s. n. m.
Crece en las laderas y ramblas de los barrancos, sobre suelos pedregosos en el dominio de los matorrales xéricos. Llega a caracterizar una asociación vegetal propia conocida como cardonal de Jandía ―Euphorbietum handiensis―, en la que suele estar acompañado de pocas especies, entre ellas Launaea arborescens, Lycium intricatum y Salsola vermiculata.
E. handiensis es polinizada principalmente por hormigas y dípteros, produciéndose la dispersión de las semillas por balistocoria, es decir, que son expulsados por la propia planta.

## Evolución, filogenia y taxonomía
Sus parientes más próximos son Euphorbia officinarum, endémica del enclave macaronésico africano, y Euphorbia fruticosa del sur de la península arábiga.
La especie fue descrita originalmente por el naturalista alemán Óscar Burchard Kessels y publicada en Botanische Jahrbücher für Systematik, Pflanzengeschichte und Pflanzengeographie en 1912.
Etimología
- Euphorbia: nombre genérico que deriva de Euphorbus, médico griego del rey Juba II.[10]

- handiensis: epíteto latino que alude a la pertenencia a Jandía.[10]

## Importancia económica y cultural
El cardón de Jandía se considera, según una ley del Gobierno de Canarias, el símbolo natural vegetal de la isla de Fuerteventura.

## Estado de conservación
E. handiensis está catalogada como especie vulnerable en la Lista Roja de la UICN debido a que presenta una distribución restringida abarcando tan solo 12 km² y presencia confirmada en solo dos lugares conocidos ―Valle de los Mosquitos y Gran Valle―.
Se halla incluida en el Listado de Especies Silvestres en Régimen de Protección Especial y del Catálogo Español de Especies Amenazadas, en el Anexo III del Catálogo Canario de Especies Protegidas como «especie de interés para los ecosistemas canarios» y en el Anexo II de la Orden de 20 de febrero de 1991 sobre protección de especies de la flora vascular silvestre de la comunidad autónoma de Canarias, así como en el apéndice II de la Convención sobre el Comercio Internacional de Especies Amenazadas de Fauna y Flora Silvestres, en los Anexos II y IV de la Directiva Hábitats y en el Anejo I del Convenio relativo a la Conservación de la Vida Silvestre y del Medio Natural de Europa.
Además, E. handiensis crece dentro de los límites del área protegida del parque natural de Jandía.

## Nombres comunes
Se conoce en la isla de Fuerteventura como cardón peludo, por la apariencia que le confieren sus espinas, o como cardoncillo, aludiendo a su porte menor comparado con el cardón canario.
Fuera de la isla y a nivel divulgativo se la denomina como cardón de Jandía por su lugar de distribución.